# Svensgöl (Hallingebergs socken, Småland)
Svensgöl är en sjö i Västerviks kommun i Småland och ingår i Storån-Botorpsströmmens kustområde.